# Tiêu Thành

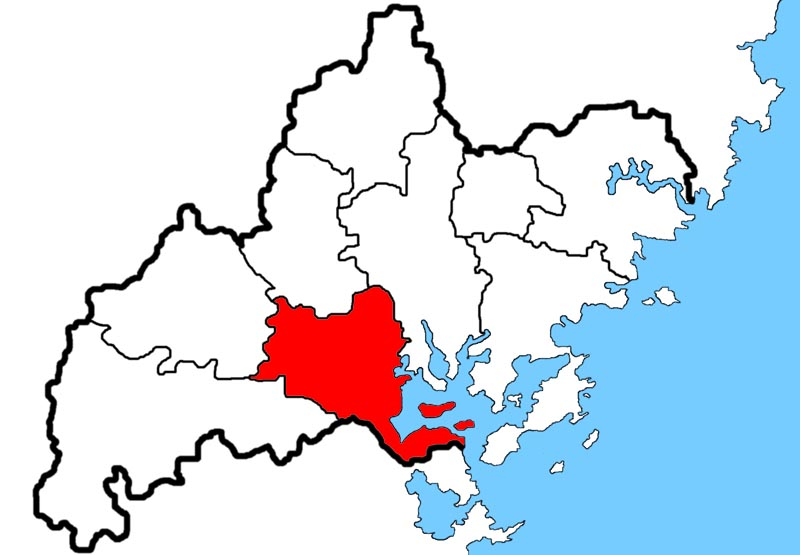
Tiêu Thành trong địa cấp thị Ninh Đức

Tiêu Thành ({{zh|s=蕉城区|p=Jiāochéng Qū) là một khu (quận) thuộc thành phố Ninh Đức, tỉnh Phúc Kiến, Trung Quốc. Ngoài ra quận cũng còn được gọi với tên Ninh Đức thị khu (宁德市区), quận là trung tâm hành chính của cả thành phố. Quận có diện tích 1664,54 km² và dân số là 430.000 người.

## Vị trí
Tiêu Thành giáp với huyện Hà Phố (霞浦县) và Bình Nam (屏南县) ở phía đông và tây, huyện Thọ Ninh và thành phố cấp huyện Phúc An ở phía bắc, và phía nam là thành phố Phúc Châu. Thành phố có một vịnh nước sâu khá rộng trên biển Hoa Đông.

### Nhai đạo
- Tiêu Nam (蕉南街道)
- Tiêu Bắc (蕉北街道)

### Khu phát triển
- Đông Kiều (东侨开发区)

### Trấn
- Quắc Đồng (霍童镇)
- Phi Loan (飞鸾镇)
- Xích Khê (赤溪镇)
- Tam Đạo (三都镇)
- Cửu Đạo (九都镇)
- Bát Đạo (八都镇)
- Thất Đạo (七都镇)
- Dương Trung (洋中镇)
- Thành Nam (城南镇)
- Chương Nam (漳湾镇)

### Hương
- Hổ Bối (虎贝乡)
- Thạch Hậu (石后乡)
- Hồng Khẩu (洪口乡)
- Hương dân tộc Dư Kim Hàm (金涵畲族乡)